# Montée du Pal
 (septembre 2022).
La montée du Pal, encore appelée côte du Pal, en Ardèche débute à Montpezat-sous-Bauzon ( à 23 km d’Aubenas) puis parcourt une distance de 12 km (environ 2 h 15 de marche), afin d’arriver à plus de 1 280 m d’altitude. Ses pentes oscillent de 7 à 15 %

## Historique
La légende qui se réfère à la Guerre des Gaules de Jules César (VII-8, trad. Nisard) a situé là son passage vers le Velay pour aller conquérir l’Auvergne.  S’il est possible que Jules César soit passé par la vallée de la Fontolière, aucune source ne permet de l’affirmer, et les toponymes « Chemins de César » ou « Camps de César » sont le plus souvent des réfections très tardives. En fait, le « chemin du Pal », ou « la Peyrouse », a été créé sous Louis XIV afin de transporter des troncs de sapins depuis la montagne vers les lointains chantiers navals par voie fluviale. Le projet s’est révélé impossible car l’Ardèche n’est pas une rivière flottable en amont d’Aubenas, et le transbordement par virages en épingles à cheveux rendait l’opération extrêmement délicate. Il en est resté la route dont les pavés sont l’œuvre des constructeurs du XVIIIe siècle.
La chaussée de la côte du Pal, dont l'origine remonte à l'aménagement réalisé entre 1680 et 1740, ainsi que les murs qui soutiennent celle-ci au lieu-dit la Croisette, ont été inscrit par arrêté du 23 novembre 2023.